# 荒卷淳
荒卷淳（1926年2月16日—1971年5月12日）為日本的棒球選手，出生於大分県大分市。他曾效力於日本職棒歐力士野牛等，守備位置為投手，於1962年退役，生涯通算173勝記録。